# Юлия Гика
Юлия Гика (на албански: Julia Gjika) е албанска журналистка, поетеса и писателка на произведения в жанра лирика и документалистика. Живее и твори в САЩ, като пише и публикува на албански език.

## Биография и творчество
Юлия Гика е родена на 11 юли 1949 г. в Аргирокастро, Албания. По това време започва диктатурата на комунистическия водач Енвер Ходжа, която налага строги санкции и цензура върху западната литературата, непозволяваща развитие на литературните пазари до 70-те години.
Завършва гимназия „Ajet Xhindole“ в Берат. Следва финанси в катедрата за финанси на Военна академия в Тирана и следва задочно албанска филология в Историко-филологическия факултет на Тиранския университет.
След дипломирането си работи като редактор на списание „10 Korriku“ (10 юли), а след това като главен финансов директор в различни военни части в Корча и Тирана.
От ранна възраст се влюбва в поезията, която заема основното място в нейното творчество, много от която е публикувала в различни издания въпреки ограниченията. Тя е част от групата „военни поетеси“, жени, които служат в албанската армия и пишат стихове.
Първата ѝ книга, стихосбирката „Ditëlindje“ (Рожден ден), е издадена през 1971 г., а през 1978 г. е издадена стихосбирката ѝ „Ku Gjej Poezinë“ (Където намирам поезия). Нейните стихове са похвалени от връстниците ѝ и са включени в няколко антологии.
През 1996 г. емигрира заедно със семейството си в САЩ. Там става сътрудник на изданията на албано-американската диаспора - вестниците „Слънце“ и „Илирия“, както и на албанските издания, в които пише за живота на имигрантите в Америка и на други места, където албанската диаспора се е установила, за нейните културни и социални проблеми.
Омъжена е за учения Танас Гика и има дъщеря.
Юлия Гика живее със семейството си в САЩ.

## Произведения

### Поезия
- Ditëlindje (1971)
- Ku Gjej Poezinë (1978)
- Muzg (2008)
- Ëndrra e Kthimit (2010) – със Ставри Шарджи
- Dielli zbret ngadalë nëpër shkallë të arta ()
- Lojë luftash (2011)
- Memories Pretend to Sleep : The Poetry of Julia Gjika (2020)

### Разкази
- Vals me jetën () – разказ

### Документалистика
- Oxhaku famëmadh Zogu : album historik i përzgjedhur me esse, ligjërata, kujtime..., etj. (1995) – с Рамиз Луша
- Legjenda shqiptare e Rozafatit (2003) – с Рози Теохари, Нико Дако и Панди Меле
- Jorgjie Misa, sopranoja me zë të veçantë që e „zbuluan“ rusët ()
- Jeta e vërtetë – jeta në shërbim të njerëzve ()
- Amerikë për mua është Korça ime e dashur : portret për mjekun stomatolog, Spiro Bimbli, në 70 vjetorin e lindjes ()
- Nga kampet e përqëndrimit drejtoreshë e „Ralph Lauren“ () – с Едлира Мерлика Хепбърн